# 미국 대통령실
미국 대통령실 (Executive Office of the President, 약어 EOP)은 현 미국 대통령의 직속 비서와 수행직원들로 구성되어 있다. 그 수장은 백악관 비서실장이다. 백악관 비서실 직원의 규모는 1939년 이후로 급격히 증가하였으며 현재에는 다양한 분야의 전문가들로 구성된다.

## 역사
1939년 프랭클린 D. 루스벨트 대통령 집권 2기 시절, 백악관 직원들의 현재와 같은 구성이 자리잡게 됐다.  대통령 자문위원회와 같이 기능했던 브라운로우 위원회(Brownlow Committee)를 통해 루스벨트 대통령은 정치 및 공공행정 분야의 전문가를 임명할 수 있었다. 행정개혁을 필두로 하였기에 의회 또한 1939년 기구개혁법(Reorganization Act of 1939)을 의결했다.
대통령집무실은 백악관 사무실과 백악관 관리예산처으로 구성된다. 관리예산처는 원래 1921년 재무부에 설치됐으나 1970년 기구개혁법에 따라 대통령실 직속으로 바뀌었다. 또한 국가비상회의(National Emergency Council)의 기능을 상당 부분 흡수했다. 새로운 직원 체계는 문건에 비해 실질적으로는 빈약했으나 조직적으로 체계화하고 규모상으로도 루스벨트 대통령 이후 대통령 직속 집무실이 자체적으로 성장할 수 있는 계기를 마련했다.

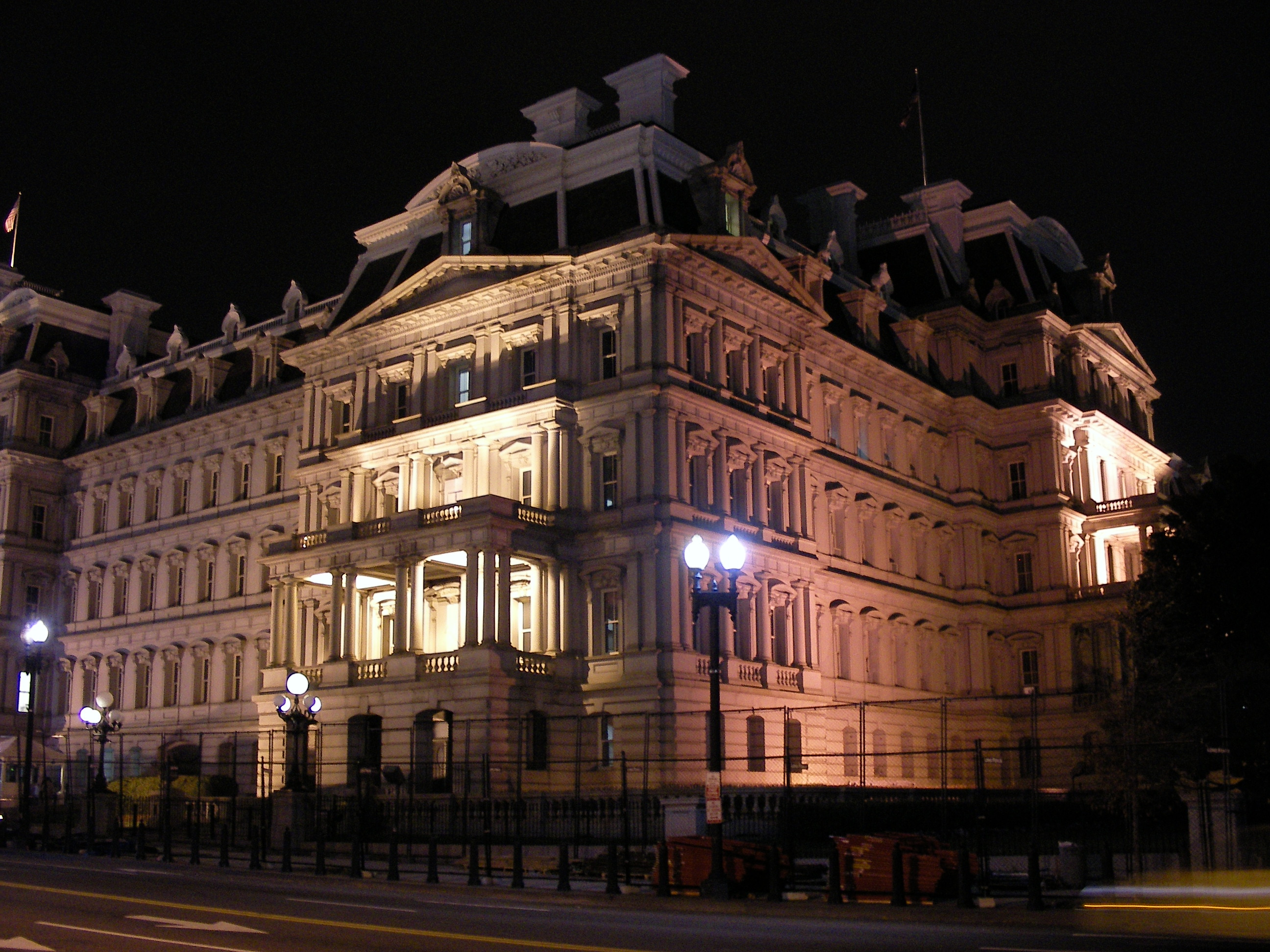
아이젠하워 집무실 건물

루스벨트의 노력은 전임자들에 비해 더욱 가치 있는데 이는 원래 미국 대통령의 직속 집무실 재원과 인력이 빈약했기 때문이다. 토마스 제퍼슨 대통령은 1명의 전보관과 비서가 있었고 그가 직접 고용하여 월급을 지불했다. 1857년이 되어서야 의회가 1명의 직원을 고용하는데 2,500달러를 승인했고 율리시스 그랜트 당시 직원수가 세 명으로 늘었다. 1900년이 돼서 직속 비서 1명, 2명의 보조 수행비서, 2상임 직원, 사진과 그리고 7명의 직원이 생겼다. 후버 대통령 때 이르러서 33명 정도가 됐고 그는 직접 공보관을 새로 세웠다. 1933년-1939년까지 대공황에 따라 연방 정부의 역할이 급속히 팽창했지만 루스벨트는 그럭저럭 업무를 감당했다. 그러나 그가 신임했던 핵심 인사들은 연방정부의 재정이 부족했기 때문에 여러 정부 산하 기관이나 부처에 임명됐다.
1939년 이후로 지금까지 집무실 상황이 급격하게 바뀌었다. 집무실 산하 여러 실은 법령 혹은 대통령령으로 생겨났다. 가장 핵심적인 부서가 대통령 경제자문위원회(Council of Economic Advisers), 미국 국가안보회의(United States National Security Council), 미국무역대표부, 과학기술정책실(Office of Science and Technology Policy), 환경위원회(Council on Environmental Quality) 등이다. 조지 W. 부시 대통령 때 국토안보부(United States Department of Homeland Security|Office of Homeland Security)가 생겼고 신앙정책실(White House Office of Faith-Based and Neighborhood Partnerships)이 신설됐다. 대다수의 직원 분과는 연방 부처와 산하청에서 명시하고 있다. 봉급의 경우 각 부처가 지급하는데 일례로 백악관 산하 군무청 직원은 미 국방부가 월급을지급한다. 대략 정책입안을 담당하는 직원이 2,000-2,500명인 것으로 알려져 있으며 3억-4억 달러 정도인 것으로 알려져 있다.(일례로 조시 부시 대통령이 2005년 회계연도에 청구한 예산은 1,850명의 직원 하 3억 4,100만 달러이다.)

## 조직
최고위 직원은 보좌관(Assistant to the President) 직함이 붙으며 제2직위 직원은 부보좌관(Deputy Assistant), 제3직위 직원은 특별보좌관(Special Assistant to the President)이다.
사실 대통령 직속 집무실 직원 중 의회의 임명 동의안이 필요한 것은 극히 일부인데 대표적인 예가 예산국장, 경제자문위원회 회장, 미국 무역대표부 대표이다. 대통령집무실은 대통령 수석 보좌관이 총괄한다.